# Dănești (Vaslui)
Dănești is een Roemeense gemeente in het district Vaslui.
Dănești telt 2312 inwoners.